# Neuroxena medioflavus
Neuroxena medioflavus là một loài bướm đêm thuộc phân họ Arctiinae, họ Erebidae.